# Sławomir Boncel
Sławomir Boncel (ur. 25 września 1979 w Jaworznie) – polski chemik, wykładowca Politechniki Śląskiej.

## Życiorys
Sławomir Boncel w okresie szkolnym był stypendystą Krajowego Funduszu na rzecz Dzieci. W 2004 na Politechnice Śląskiej ukończył z tytułem magistra inżyniera studia na kierunku technologia chemiczna. W 2009 tamże uzyskał z wyróżnieniem stopień doktora nauk chemicznych, specjalność chemia organiczna, na podstawie napisanej pod kierunkiem Krzysztofa Z. Walczaka dysertacji Synthesis of highly aligned nanotube films and their application as composites (pol. Regioseletywna synteza acyklicznych nukleozydów 5-podstawionych uracyli jako prekursorów nukleozydów sprzężonych). W 2015 habilitował się w dziedzinie nauk chemicznych na Politechnice Śląskiej, przedstawiwszy osiągnięcie naukowe Modyfikowane chemicznie nanorurki węglowe i ich przykładowe zastosowania. W 2021 otrzymał tytuł profesora nauk ścisłych i przyrodniczych w dyscyplinie nauk chemicznych.
Jego zainteresowania naukowe obejmują takie zagadnienia jak: synteza, fizykochemia i zastosowania nanoalotropów węgla (nanorurki węglowe, grafen, kropki kwantowe): funkcjonalne nanokompozyty, powłoki elektroprzewodzące, kataliza, technologia stealth, systemy dostarczania leków oraz nanopłyny do wymiany ciepła.
Od 2009 związany jest zawodowo z Politechniką Śląską, początkowo jako asystent, od 2011 jako adiunkt, od 2017 jako profesor uczelni. Odbył 3 staże na University of Cambridge w 2010 (7 miesięcy), 2013–2014 (15 miesięcy) i po uzyskaniu habilitacji (3 miesiące).